# Deportaciones (Imperio neoasirio)

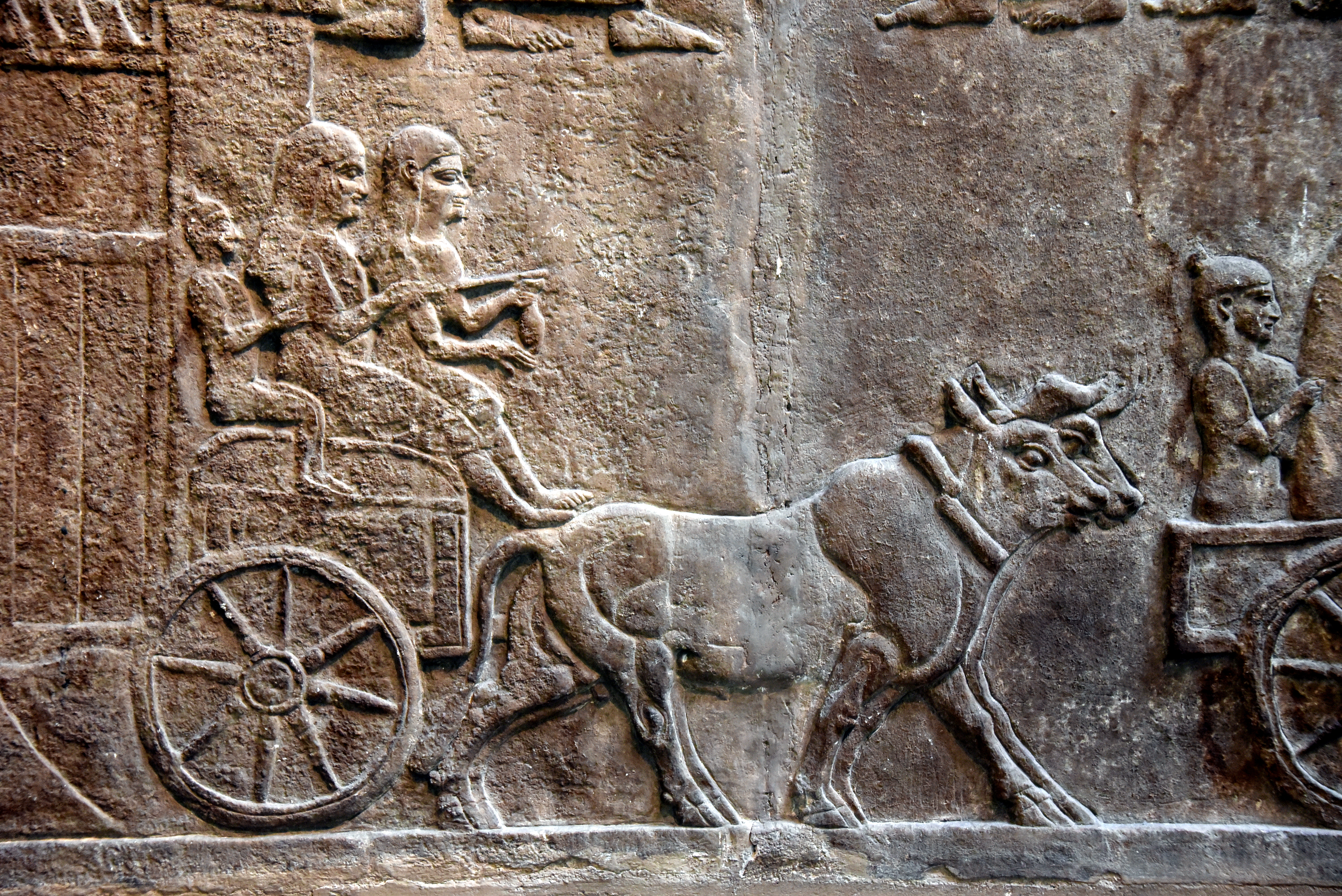
Deportación de personas de Babilonia después de que su ciudad cayera en manos de Tiglatpileser III. Relieve del palacio central de Nimrud. (728 a. C.) British Museum

A partir del reinado de Ashurdan II (934-912 a. C.), el imperio neoasirio practicó una política de reasentamiento (también llamada "deportación" o "deportación masiva") de grupos de población en sus territorios. Con ello se lograba el control sobre una población vasta y variada, debilitando el lugar de origen del que se deportaba a la gente, dándole una nueva estructura imperial e integrando, en cierto modo, a la gente deportada en la cultura asiria en su nuevo lugar de asentamiento. Además, su realización no podía llevarse a cabo sin importantes consideraciones logísticas en cuanto a alimentos, refugio y protección, todo ello íntimamente ligado a la ruta seguida por la marcha. La mayoría de los reasentamientos se hicieron con una cuidadosa planificación por parte del gobierno para fortalecer el imperio. Por ejemplo, se podía trasladar a una población para difundir las técnicas agrícolas o desarrollar nuevas tierras. También pudo hacerse como castigo para los enemigos políticos, como alternativa a la ejecución. En otros casos, las élites seleccionadas de un territorio conquistado eran trasladadas al imperio asirio para enriquecer y aumentar los conocimientos en el centro del imperio. 
En 1979, Bustenay Oded estimó que Asiria habría desplazado a unos 4,4 millones de personas (± 900.000 habitantes) en 250 años. El caso del traslado de los israelitas a finales del siglo VIII a. C., fue descrito en pasajes bíblicos y llegó a conocerse como el Cautiverio de Asiria.

## Historia
No se sabe si los asirios fueron los primeros en deportar gente, aunque como nadie había gobernado el Creciente Fértil como ellos, es probable que fueran los primeros en practicarlo a gran escala. Los asirios comenzaron a utilizar la deportación masiva como castigo por rebeliones ya en el siglo XIII a. C. y se generaliza en el imperio neoasirio. A continuación un listado de referencia de algunas de las deportaciones llevadas a cabo por los reyes asirios en el siglo VIII a. C.:
- 744 a. C. Tiglatpileser III deportó a 65.000 personas de Irán a las fronteras asirio-babilónicas del río Diyala;
- 742 a. C. Tiglatpileser III deportó a 30.000 personas de Emesa (Siria) a los Montes Zagros en el este;
- 721 a. C. Sargón II (supuestamente) deportó a 27.290 personas de Samaria (Israel) dispersándolas por todo el imperio. Sin embargo, es probable que la deportación haya sido ordenada por su predecesor derrocado, Salmanasar V;
- 707 a. C. Sargón II deportó a 108.000 caldeos y babilonios de la región de Babilonia;
- 703 a. C. Senaquerib deportó a 208.000 babilonios de Babilonia.

## Tipología de deportación y de reasentamiento
El propósito de las deportaciones incluía, entre otros, los siguientes aspectos
1. Guerra psicológica: la posible deportación aterrorizaría a la gente;
2. Integración: una base de población multiétnica en cada región habría frenado el sentimiento nacionalista, facilitando la gestión del imperio;
3. Preservación de los recursos humanos: en lugar de ser ejecutados, los hombres podían servir como esclavos o reclutas en el ejército.

La deportación forzosa y el posterior reasentamiento fueron utilizados por los asirios como herramientas de dominación y subyugación política para mantener el control sobre los grupos de población conquistados. Grandes grupos de población fueron trasladados sistemáticamente entre distintas regiones del imperio para reforzar su unidad política o reprimir posibles rebeliones. Los administradores imperiales planificaron los traslados de población teniendo en cuenta consideraciones políticas, económicas y culturales. Por ejemplo, se podía presionar a la gente para que desarrollara nuevas tierras o introdujera técnicas agrícolas en otras provincias, para que reconstruyera las ciudades destruidas durante el asedio y la conquista, o para que mejorara las ciudades existentes del centro del reino asirio. Este tipo de reasentamiento planificado comenzó durante el siglo IX a. C. y se extendió a finales del siglo VIII a. C., continuando durante varios siglos después.
El reasentamiento también podría hacerse como castigo para los enemigos políticos. Por ejemplo, en el 720 a. C. Sargón II deportó a 6.300 asirios rebeldes del corazón del imperio a la recién conquistada ciudad de Hamat (la actual Hama, Siria). Al ordenar el reasentamiento en lugar de la ejecución de sus enemigos, el rey mostró su misericordia, se eliminaron las amenazas políticas del centro del imperio e incluso los deportados fueron útiles en la reconstrucción de la ciudad devastada por la guerra.
En otros casos, Asiria deportó a personas de los territorios recién conquistados al área central del reino. Por lo general, las élites de la población se seleccionaban mediante un cuidadoso proceso: artesanos, eruditos y élites culturales, cuyo asentamiento en el corazón del imperio aportaría conocimientos y riqueza. Las capitales del imperio, Nínive, Nimrud y Aššur estaban bien pobladas por gente de todo el imperio, que fueron fundamentales en la construcción de los monumentos perdurables de Asiria, incluida la famosa Biblioteca de Asurbanipal.

## Logística
El estado asirio supervisaba y planificaba el traslado para que fuera lo más eficiente posible. Los deportados debían llegar íntegros, listos para ser destinados al trabajo y reinstalarse en su nuevo entorno. El implemento, o mientras eran arrastrados con ganchos colocados en sus mejillas o narices. Se utilizaban animales de carga, así como cofres y embarcaciones para transportar los suministros necesarios para el reasentamiento. Los funcionarios del Estado estaban directamente implicados, por ejemplo, una carta de un funcionario a Tiglatpileser III mostraba que el funcionario proporcionaba los "suministros de alimentos, ropa, un odre, [...] zapatos y aceite" y que estaba esperando a que hubieran burros disponibles antes de enviar un convoy de deportados.

## Magnitud
Una estimación de 1979 realizada por Bustenay Oded -extrapolando en base a documentos escritos- estimó que 4,4 millones de personas, más o menos 900.000, fueron reubicadas en un período de 250 años. El 85% de ellos fueron reasentados en el centro del territorio asirio. Esto parece implicar una política dirigida a fortalecer el núcleo de Asiria mediante el aumento de su población, en parte al servicio de las capitales.

## Referencias bíblicas

Los judíos fueron uno de los muchos pueblos deportados por los asirios

## Estatus de los deportados
Los documentos que se conservan no hablan directamente del estatus social y legal de los deportados, pero los historiadores han intentado deducirlo indirectamente, sobre todo a partir de los documentos que mencionan a personas con nombres no asirios en las tierras centrales asirias; es de suponer que muchas de estas personas fueron deportadas. El tratamiento de los deportados variaba de un caso a otro y es difícil generalizar, a menudo los que no tenían formación eran esclavizados y puestos a trabajar en grandes proyectos de construcción, mientras que los que trabajaban en diversas profesiones eran colocados a trabajar de acuerdo con su formación. A los que trabajaban en la agricultura se les asignaban tierras para trabajar, con un estatus similar al de los demás dentro del imperio. Muchos trabajaban en empleos altamente cualificados, como artesanos, eruditos y comerciantes. Los deportados más instruidos y capacitados fueron puestos al servicio de la realeza, y los que estaban dispuestos a adoptar la identidad y los dioses asirios pudieron unirse al ejército asirio. El Estado fomentaba la mezcla de deportados y habitantes nativos allí donde vivían para abolir su anterior identidad étnica y religiosa en favor de una nueva identidad "asiria" compartida.